# مار لب‌سفید
مار لب‌سفید (نام علمی: Drysdalia coronoides) گونه کوچکی از مارهای زهرآگین از خانواده کفچه‌ماران و بومی جنوب شرقی سرزمین اصلی استرالیا و تاسمانی است.